# Nova Gradiška
Ne doit pas être confondu avec Gradiška ou Gradisca d'Isonzo.
Nova Gradiška est une ville et une municipalité située dans le comitat de Brod-Posavina, en Croatie. Au recensement de 2001, la municipalité comptait 15 883 habitants, dont 90,61 % de Croates et la ville seule comptait 13 223 habitants.

## Localités
La municipalité de Nova Gradiška compte 4 localités : 
- Kovačevac ;
- Nova Gradiška ;
- Ljupina ;
- Prvča.

## Personnalités
- Tomislav Dretar, poète, écrivain, journaliste, né en 1945 à Nova Gradiška ;
- Goran Vlaović, footballeur croate, né en 1972, à Nova Gradiška ;
- Milan Rapaić, footballeur croate, né en 1973 à Nova Gradiška.